# Haucourt-Moulaine

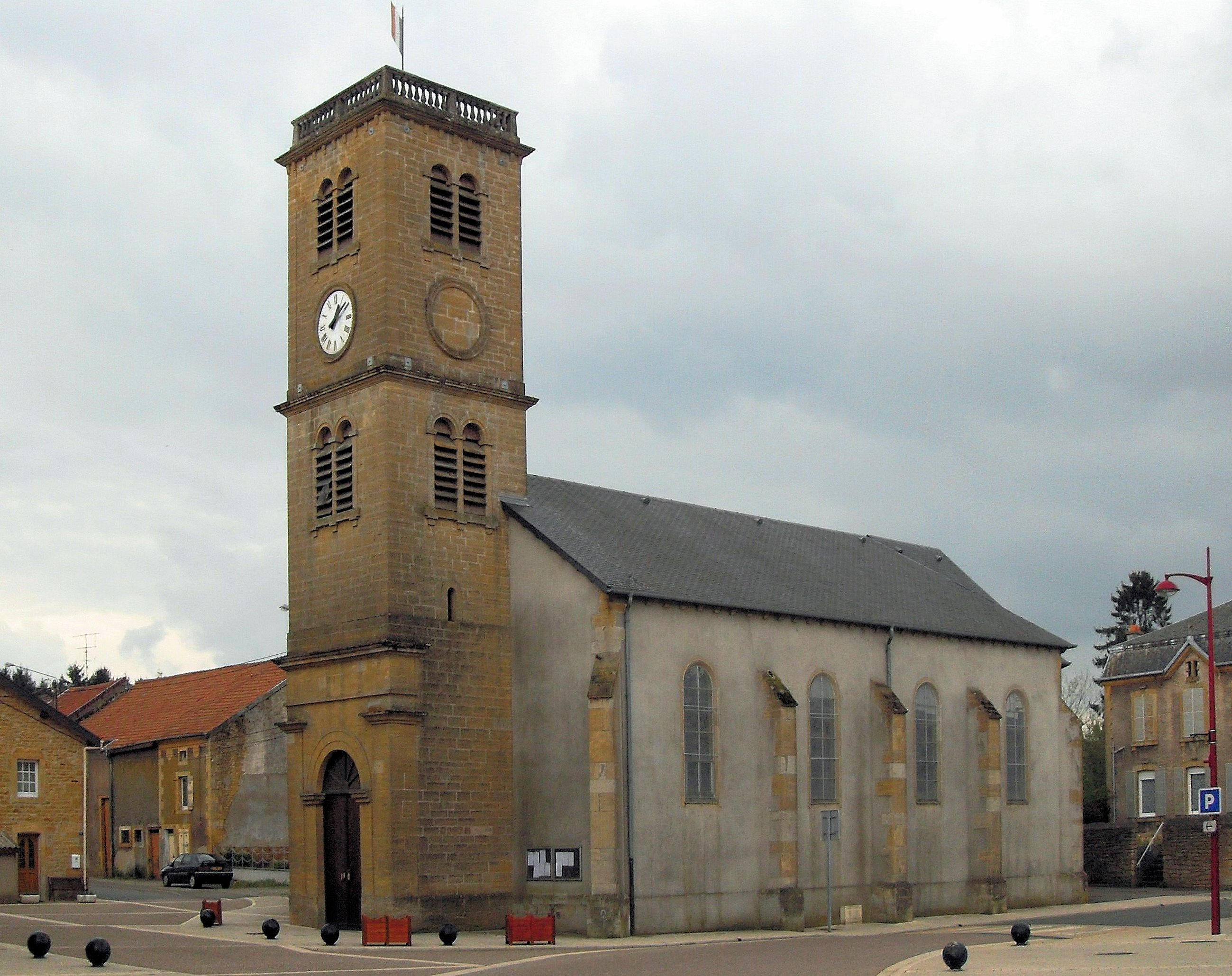
Kościół pw. św. Eligiusza (2010)

Haucourt-Moulaine – miejscowość i gmina we Francji, w regionie Grand Est, w departamencie Meurthe i Mozela.
Według danych na rok 1990 gminę zamieszkiwało 3328 osób, a gęstość zaludnienia wynosiła 449 osób/km² (wśród 2335 gmin Lotaryngii Haucourt-Moulaine plasuje się na 128. miejscu pod względem liczby ludności, natomiast pod względem powierzchni na miejscu 799.).

## Populacja

Populacja Haucourt-Moulaine w latach 1962–2008